# میکروفون

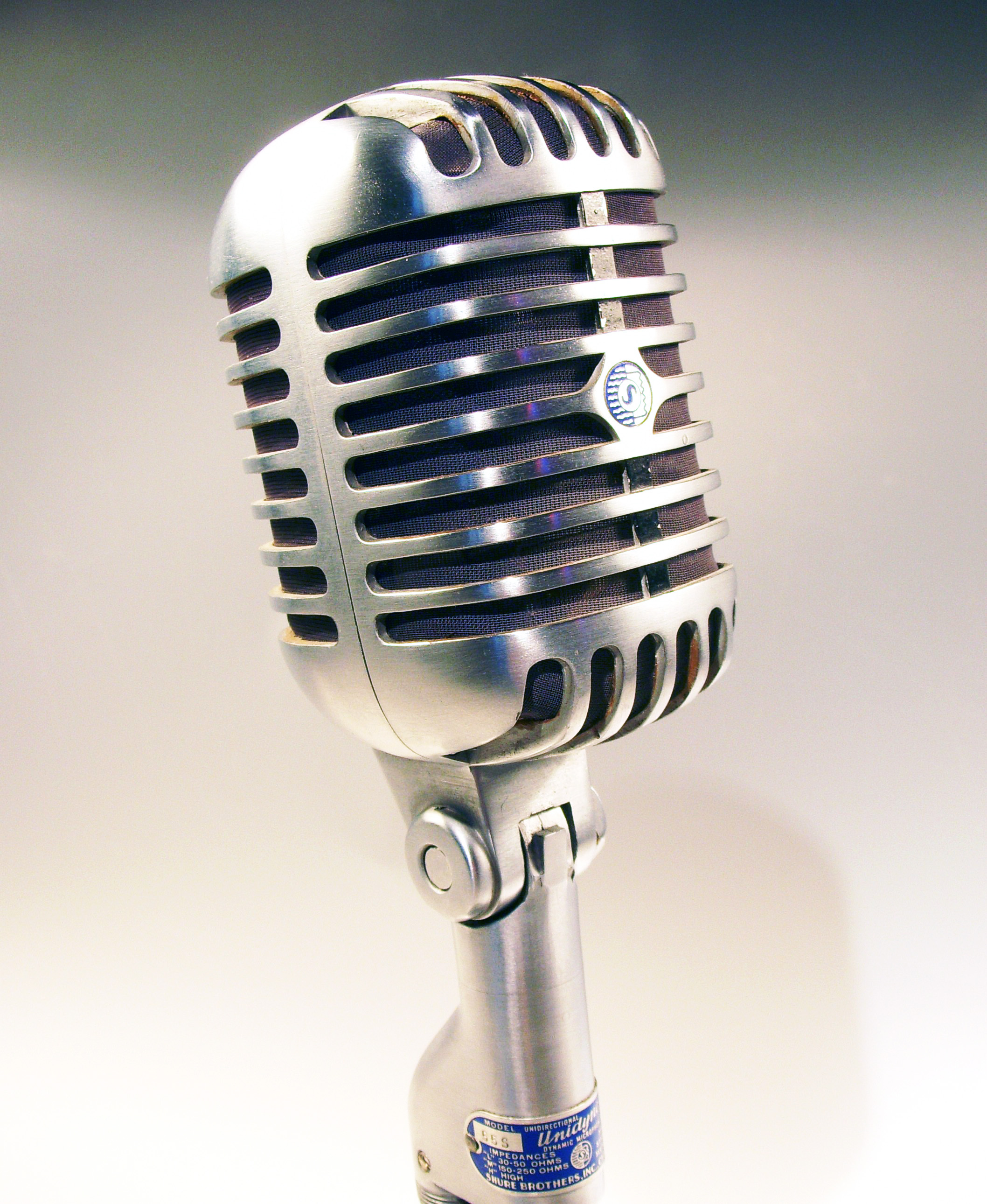
میکروفون برادران شور، مدل ۵۵اس، مولتی-امپدانس «آنداین کوچک» داینامیک از سال ۱۹۵۱

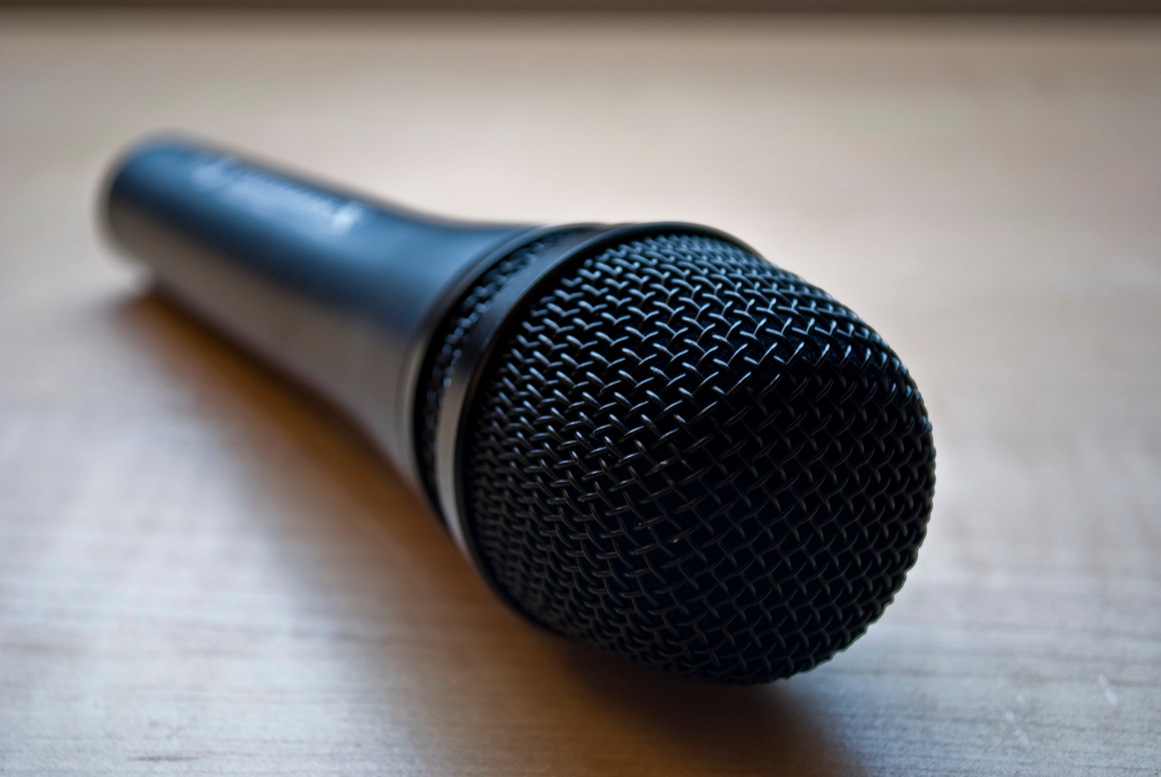
یک میکروفون داینامیک سنهایزر

میکروفن یا صدابَر (به انگلیسی: Microphone) دستگاه یا حسگری است که صدا را به جریان الکتریسیته تبدیل می‌کند. میکروفن (به شکل محاوره‌ای مایک نامیده می‌شود(/ maɪk /) وسیله‌ای است که صوت را به الکتریسیته و نیز حسگری است که صوت را به سیگنال‌های الکتریکی تبدیل می‌کند. در سال ۱۸۷۶، امیل برلاینر نخستین میکروفن را اختراع کرد که به عنوان فرستنده‌ی صدا در تلفن‌ها به کار برده شد. میکروفن‌ها کاربردهای زیادی در تلفن، ضبط صوت، سیستم‌های کارائوکه، سمعک، ساخت فیلم و انیمیشن، مهندسی صوت، تلفن‌های رادیویی خصوصی (همانند واکی تاکی اما در مسافت‌های بیشتر)، بلندگوهای دستی، ساخت برنامه‌های رادیویی و تلویزیونی، ضبط صدا در رایانه‌ها، سیستم‌های تشخیص گفتار، صدا روی پروتکل اینترنت و نیز کاربردهای غیر صوتی (خارج از محدوده شنوایی انسان (از ۲۰ تا ۲۰۰۰۰ کیلو هرتز) مانند بررسی فراصوت و سیستم‌های عیب‌یابی دارند.
امروزه بیشتر میکروفن‌ها از سیستم‌های القای الکترو مغناطیسی (میکروفن‌های پویا، تغییر گنجایش خازنی (میکروفن‌های خازنی)، تنش پیزوالکتریسیته و سوارسازی (مدولاسیون) نوری برای تولید سیگنال الکتریکی از امواج مکانیکی بهره می‌برند. هر میکروفون دارای چهار خصوصیت اصلی است:
- حساسیت
- امپدانس
- پاسخ فرکانس
- جهت دار بودن
- مغناطیس

## گونه‌ها
میکروفون‌ها از دید ساختاری به دو دسته دینامیکی و خازنی بخش می‌شوند اما از دید کاربرد، میکروفون‌ها دارای گونه‌هایی مانند یقه‌ای، گلویی (لارنگوفون)، سخنرانی، استودیو و… هستند. میکروفون‌های یقه‌ای کاربردهای زیادی دارند. به جای استفاده از میکروفون‌های بزرگ که هم سنگین هستند و هم دست و پاگیر مطمئناً وجود یک میکروفون یقه‌ای بسیار کارآمد است. برای اینکه میکروفون یقه‌ای را انتخاب کنید باید مدل و انواع آن را بشناسید.

### میکروفن‌های دینامیکی
در میکروفن‌های دینامیک، سیگنال صدا با حرکت کردن یک رسانا در میان یک میدان مغناطیسی ایجاد می‌شود. در بیشتر میکروفون‌های دینامیک یک دیافراگم بسیار باریک و سبک در پاسخ به فشار هوا حرکت می‌کند. حرکت دیافراگم باعث حرکت یک سیم‌پیچ صدای معلق در میان یک میدان مغناطیسی می‌شود، و منجر به ایجاد جریان الکتریکی کوچکی می‌شود. میکروفون‌های دینامیک حساسیت کمتری (در مقابل فشار هوا و فرکانس‌های بالا) نسبت به میکروفون‌های خازنی دارند و معمولاً می‌توانند در شرایط سخت‌تری کار کنند. همچنین این میکروفون‌ها ارزان‌تر هستند و برای ضبط صدای درامز و گیتار الکتریک مناسب‌تر می‌باشند. مناسب‌ترین میکروفون برای snare میکروفون Shure SM۵۷ (که برای آمپلی‌فایر گیتار نیز عالی هستند). بسیاری از مهندسان از میکروفون Sennheiser MD۴۲۱ برای toms و AKG D۱۱۲ برای باس درام استفاده می‌کنند. به‌طور کلی این میکروفون برای اجراهای زنده و خوانندگی مورد استفاده قرار می‌گیرد. این میکروفون نویز، دم و بازدم و خش خش و صداهای اضافه اطراف را حذف می‌کند.

### میکروفن‌های خازنی
اگر به دنبال وفاداری کامل به منبع صدا هستید، باید از میکروفون خازنی استفاده کنید. میکروفون‌های خازنی در مقابل میکروفون‌های دینامیک، واکنش بهتری نسبت به «سرعت» و تحرک امواج صوتی نشان می‌دهند. این سیستم مکانیکی ساده شامل یک دیافراگم نازک و کشیده شده است که در نزدیکی یک صفحه فلزی قرار گرفته است (backplate). این آرایش یک خازن ایجاد می‌کند که بار الکتریکی خود را از یک منبع خارجی دریافت می‌کند – باتری یا منبع برق اختصاصی، یا فانتوم پاور از میکسر. دیافراگم در پاسخ به تغییر فشار هوا به آرامی می‌لرزد و باعث تغییر ظرفیت خازن و ایجاد سیگنال خروجی میکروفون می‌شود. میکروفون‌های خازنی در دو نوع ترانزیستوری و لامپی و در اشکال و ابعاد مختلف تولید می‌شوند – اما همه آن‌ها بر اساس این اصول کار می‌کنند. برخلاف سایر میکروفن‌ها، میکروفن خازنی به مولد برق DC و یک پیش‌تقویت‌کننده احتیاج دارد.
میکروفن خازنی دارای معایبی است که بزرگی و حساسیت بیش از حد از آن جمله هستند. ضمناً در مقابل منابع صوتی بلند مجاور دچار واپیچیدگی خواهد شد. این میکروفن کیفیت بسیار خوبی از صدا تولید می‌کند (معمولاً ۲۰ تا ۱۸۰۰۰ هرتز) و نسبت به صداهای گذرا واکنش بسیار بالائی دارد. از میکروفن خازنی برای صدابرداری بسیار حساس استفاده می‌شود (صدابرداری در صحنه‌های متحرک و ایستا) به‌ویژه هنگامی که منبع صوتی در فاصلهٔ دور قرار دارد (به‌صورت میکروفن آویز در ارکسترهای بزرگ). از طرف دیگر می‌توان این میکروفن را به‌عنوان بوم صدا، بوم دستی، پایه‌ای و آویز نیز به‌کار گرفت. عموم میکروفون‌های کنفرانس از این گونه میکروفون‌ها به صورت کلی استفاده می‌نمایند. ناگفته نماند که میکروفون خازنی که در سیستم کنفرانس استفاده می‌گردد از الگوهای قطبی cardioid و supercardioid پیروی می‌نمایند. مشهورترین میکروفون کنفرانس که از این الگو پیروی می‌نماید مدل TS1502 صامع می‌باشد.

### میکروفن اِلِکترِت
این نوع میکروفن نیز، نوع خاصی از میکروفن خازنی است که کاربرد وسیعی به عنوان میکروفن شخصی یا میکروفن مخفی دارد و دارای کیفیت خوبی در صدابرداری است. این نوع نسبتاً ارزان و کوچک میکروفن دارای دیافراگم پلاستیکی است که بار الکترواستاتیک 'دایم' دارد؛ از این‌رو به ولتاژ قطبی نیاز نخواهد داشت. تقویت‌کنندهٔ کوچکی که با باتری کار می‌کند در محفظهٔ میکروفن کار گذاشته شده است. در اثر کهنه شدن و کار کردن زیاد، اشکالاتی در عملکرد این میکروفن پدید می‌آید؛ از جمله، از بین رفتن فرکانس‌های بالا، کاهش حساسیت و افزایش نوفهٔ زمینه. اختلالات در این میکروفن بر اثر رطوبت زیاد، بخار، حرارت و گرد و خاک سرعت بیشتری می‌گیرد.

### میکروفن‌های ریبون
میکروفون‌های ریبون اولین میکروفون‌های هدایتی بودند که از لحاظ تجاری به موفقیت رسیدند و در دوره طلایی رادیو کاربرد وسیعی داشتند. امروزه میکروفون‌های ریبون، با تلاش شرکت‌هایی مانند Royer، در حال بازگشتن به عرصه صدا هستند. میکروفون‌های ریبون به جای سطح فشار صدا به سرعت مولکول‌های هوا واکنش نشان می‌دهند و در آن‌ها المان معلق و بسیار کوچکی در یک میدان مغناطیسی قوی حرکت می‌کنند. در کاربردهای استودیویی این تفاوت عملکردی مهم نیست، هرچند می‌تواند در حین ضبط در فضای باز و در روزهایی که باد می‌وزد حیاتی باشد! میکروفون‌های ریبون قدیمی مانند RCA ۴۴ و ۷۷DX بیش از اندازه ظریف و حساس بودند؛ میکروفون‌های ریبون امروزی – مانند Royer R۱۲۱ و R۱۲۲ – طوری طراحی شده‌اند که تحمل استفاده سنگین استودیویی را داشته باشند.

### میکروفن‌های یواس‌بی
میکروفون‌های یواس‌بی یکی از پیشرفت‌های جدید در فناوری میکروفون هستند و دارای تمام اجزای میکروفون‌های سنتی می‌باشند: کپسول، دیافراگم و غیره. تفاوت این میکروفون در داشتن دو مدار اضافی است: یک پری‌آمپلی‌فایر داخلی و یک مبدل آنالوگ به دیجیتال (A/D). پری‌آمپلی‌فایر اتصال میکروفون به میکسر یا پری‌آمپلی‌فایر میکروفون خارجی را غیرضروری می‌سازد. مبدل A/D خروجی میکروفون را از آنالوگ (ولتاژ) به دیجیتال (داده) تبدیل می‌کند، تا بتواند به‌طور مستقیم وارد رایانه شود و توسط نرم‌افزار ضبط خوانده شود. این میکروفون ضبط دیجیتال پرتابل را بسیار آسان می‌کند. تنها کافی است میکروفون را به رایانه متصل کنید، نرم‌افزار DAW را اجرا نمایید و کلید ضبط را بزنید!

### میکروفن‌های بی‌سیم یواچ‌اف یا وی‌اچ‌اف
طی سال‌های اخیر، روند رشد ارتباطات بدون سیم با ظهور تلفن‌های سلولی جهش بزرگی نمود. این درحالیست که در سال ۲۰۰۳ ارتباطات بی‌سیم یکصدمین سالگرد تولد خود را جشن گرفت. صد سال پیش و در تاریخ ۱۹ ژوئن ۱۹۰۳ نخستین پیام تلگراف بدون سیم برفراز آتلانتیک تا انگلستان توسط رئیس‌جمهور روزولت مخابره شد و این نقطه آغاز ارتباطات بی‌سیم و تولد آن به‌شمار می‌رود، بطوریکه امروزه ارتباطات بی‌سیم به گونه‌ای در ابعاد زندگی ما نفوذ کرده است. میکروفن‌های بی‌سیم نیز از این موضوع مستثنی نیستند و هم‌اکنون بیش از ۲۰۰ نوع مختلف از این میکروفن‌ها توسط سازندگان در سرتاسر دنیا تولید و عرضه می‌شوند.
یک سیستم میکروفن بی‌سیم، معمولاً متشکل از سه بخش اصلی شامل: میکروفون، فرستنده و گیرنده است. اما آنچه که قابلیت حذف سیم را نسبت به سیستم‌های میکروفن معمولی به این تجهیزات می‌بخشد، قطعاً اجزاء فرستنده و گیرنده آن می‌باشند. بخش فرستنده این تجهیزات معمولاً در قالب یک مجموعه و به همراه بخش میکروفن و فاقد سیم، ادغام و عرضه می‌شوند.
در سیستم‌های جدید میکروفن بدون سیم، دو آنتن مختلف، یکی بر روی بخش فرستنده و دیگری بر روی قسمت گیرنده وجود دارد. هنگامی‌که فاصله فرستنده از آنتن گیرنده بیش از حد مجاز افزایش می‌یابد، در این حالت صدا و سیگنال‌های رادیویی دچار تحریف و نویز می‌شوند. به علاوه استفاده از امواج یواچ‌اف که دارای طول موج کوتاه‌تری نسبت به وی‌اچ‌اف می‌باشند، باعث کاهش بازتابش سیگنال‌ها در محیط مورد استفاده می‌شود.

## الگوی قطبی

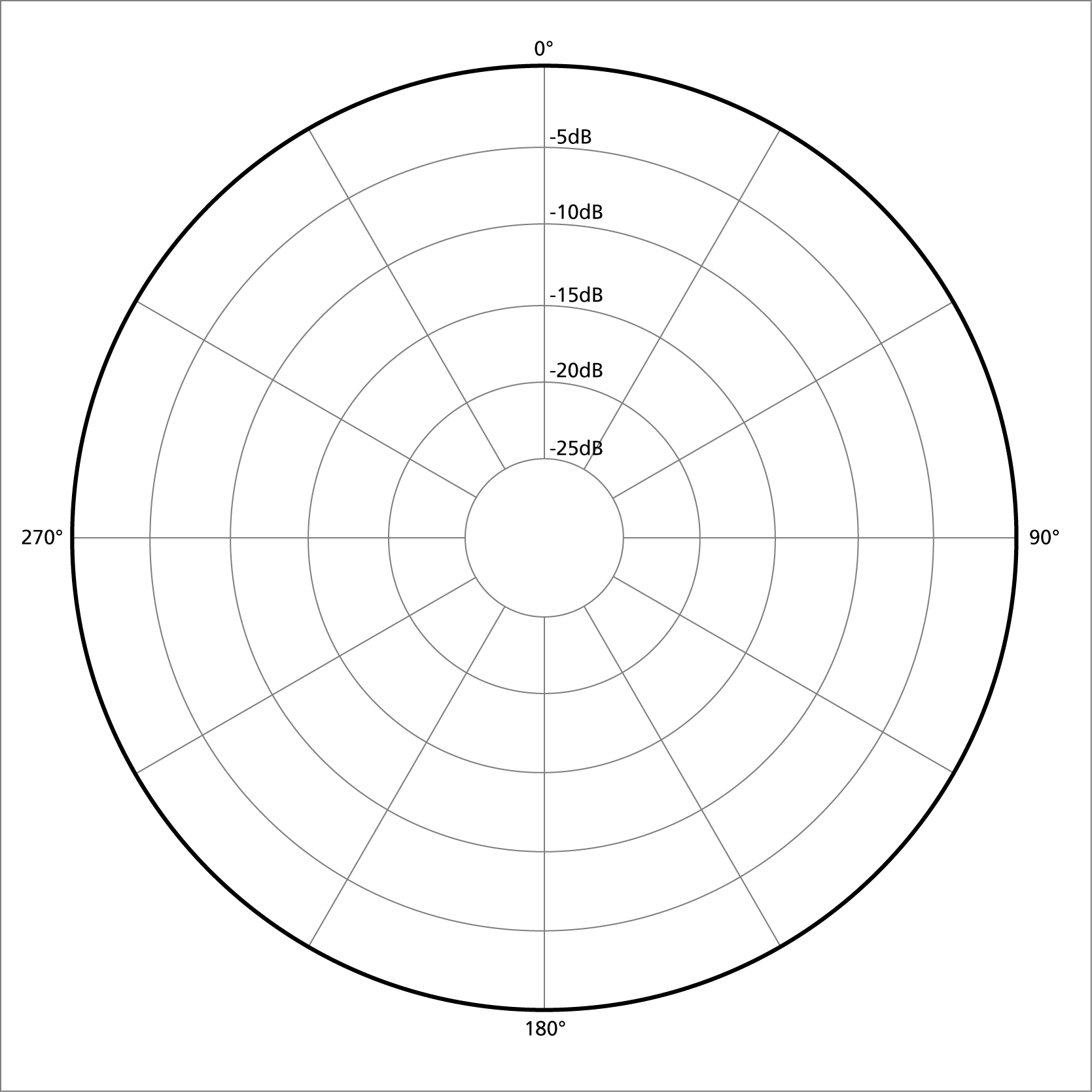
Omnidirectional
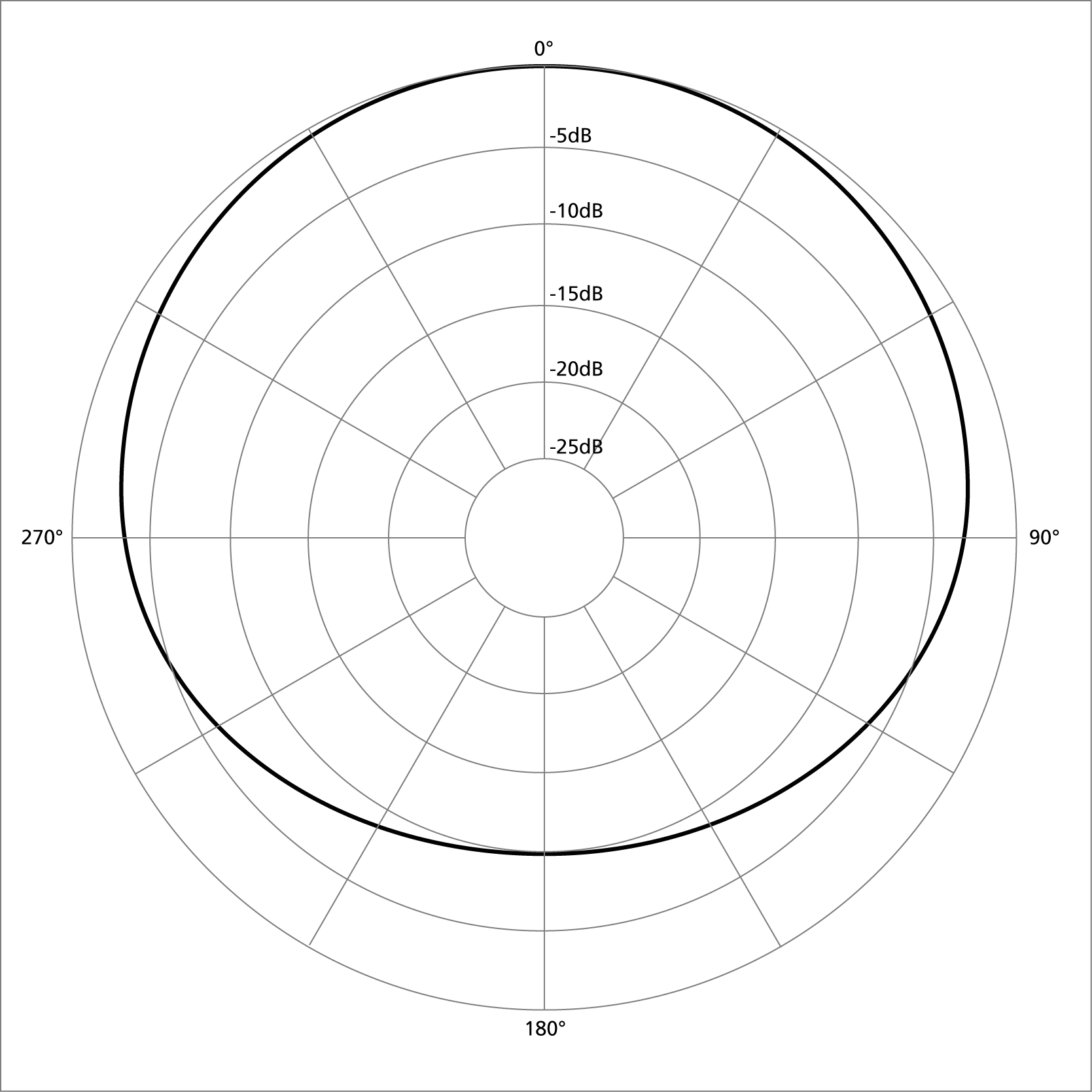
Subcardioid
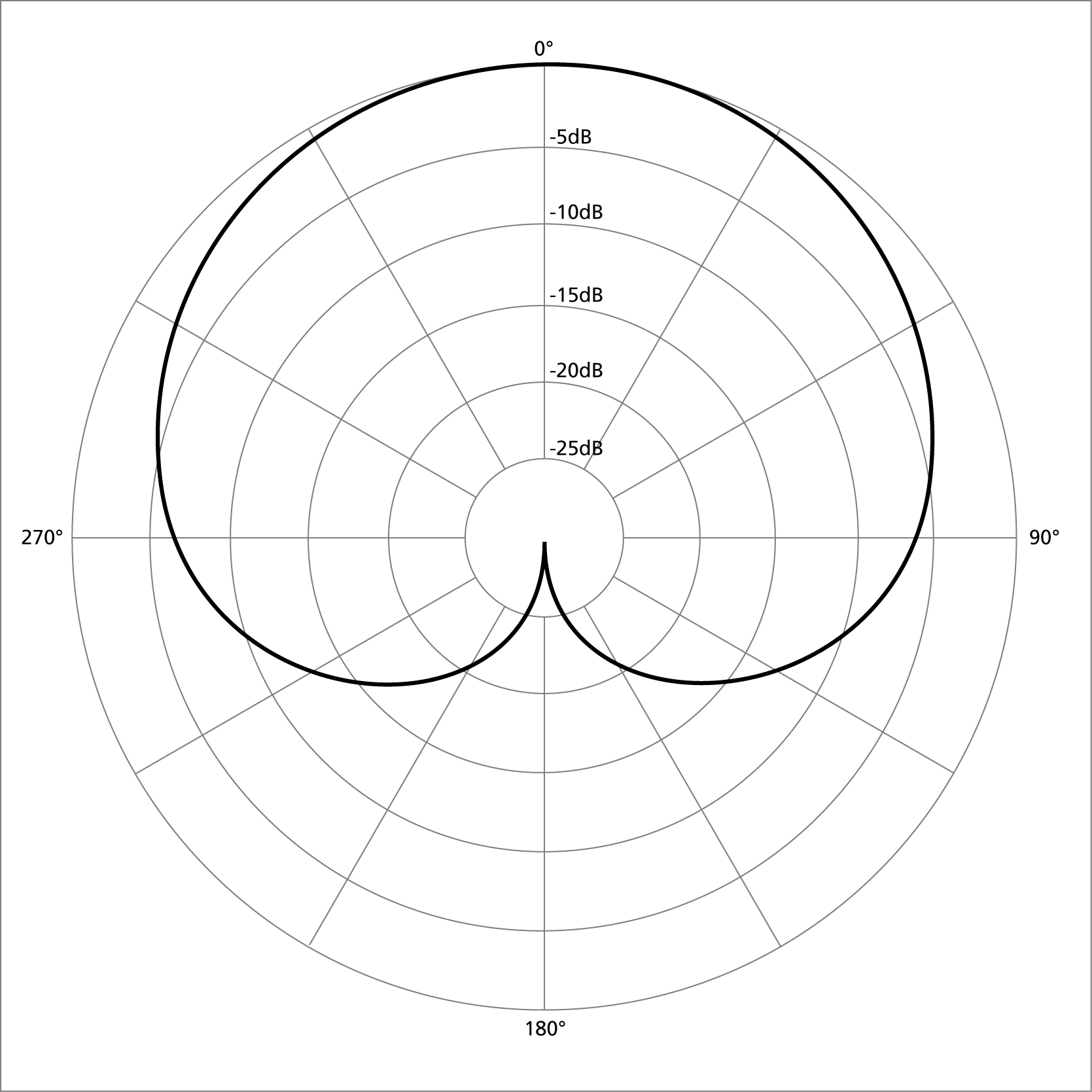
Cardioid
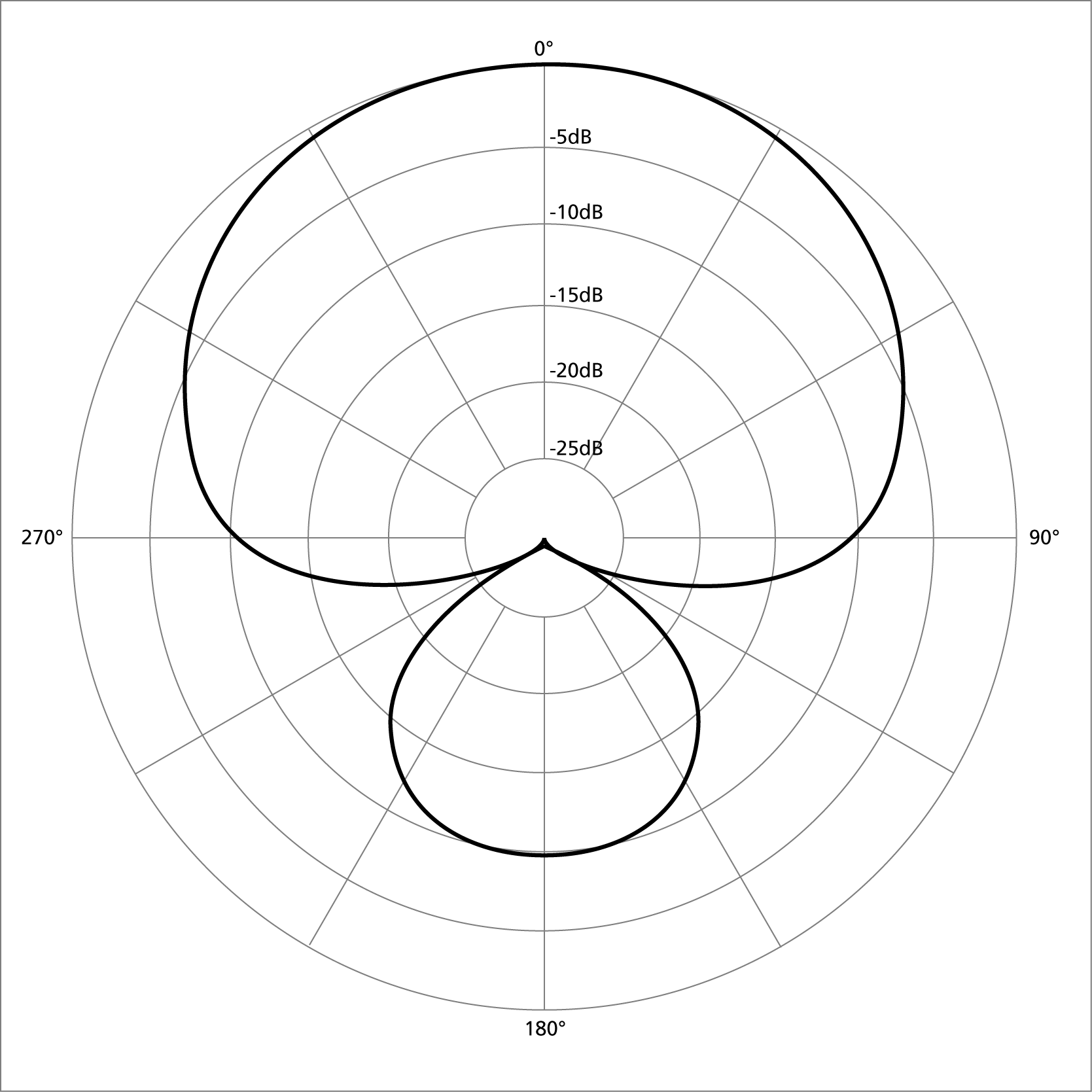
Supercardioid
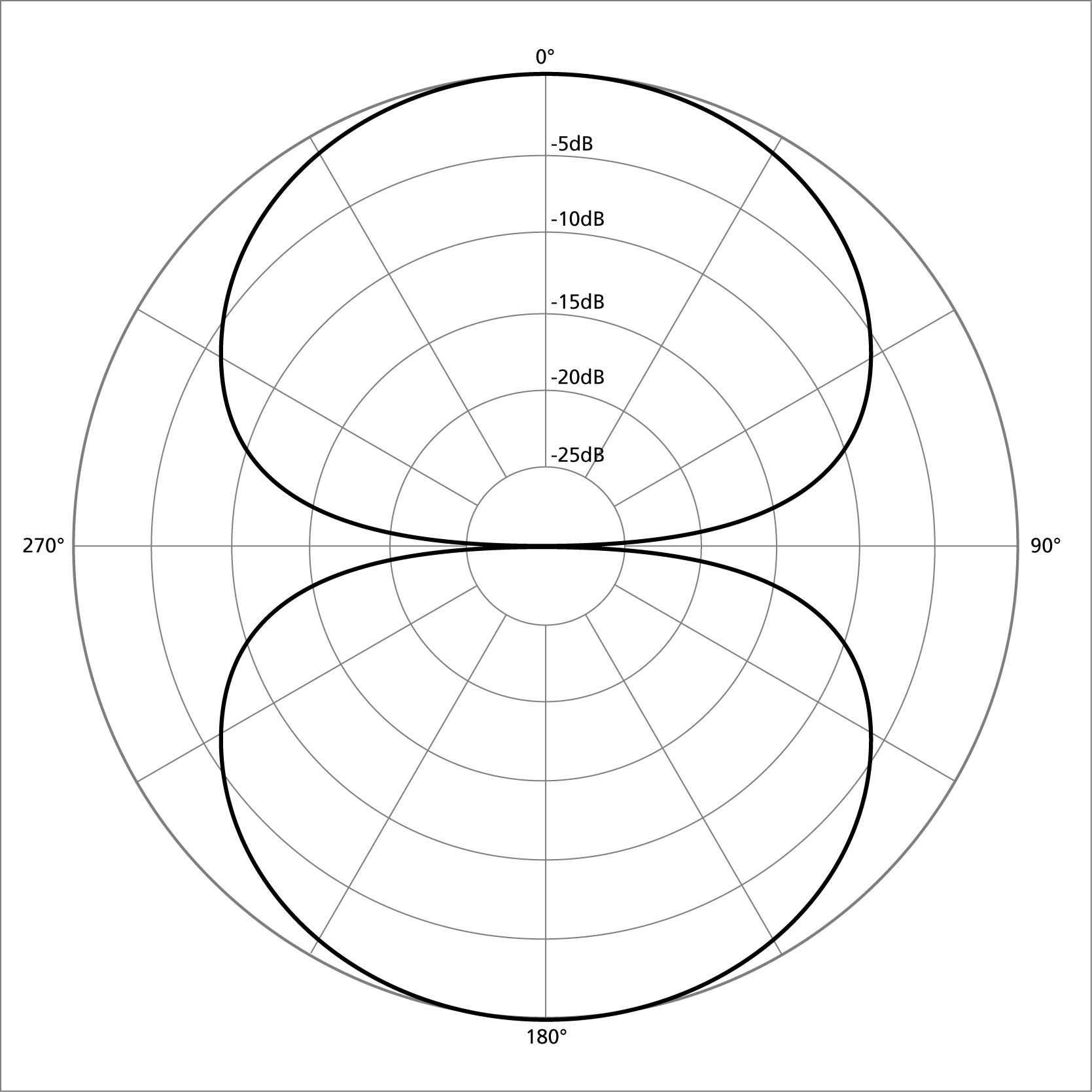
Bi-directional or Figure of 8
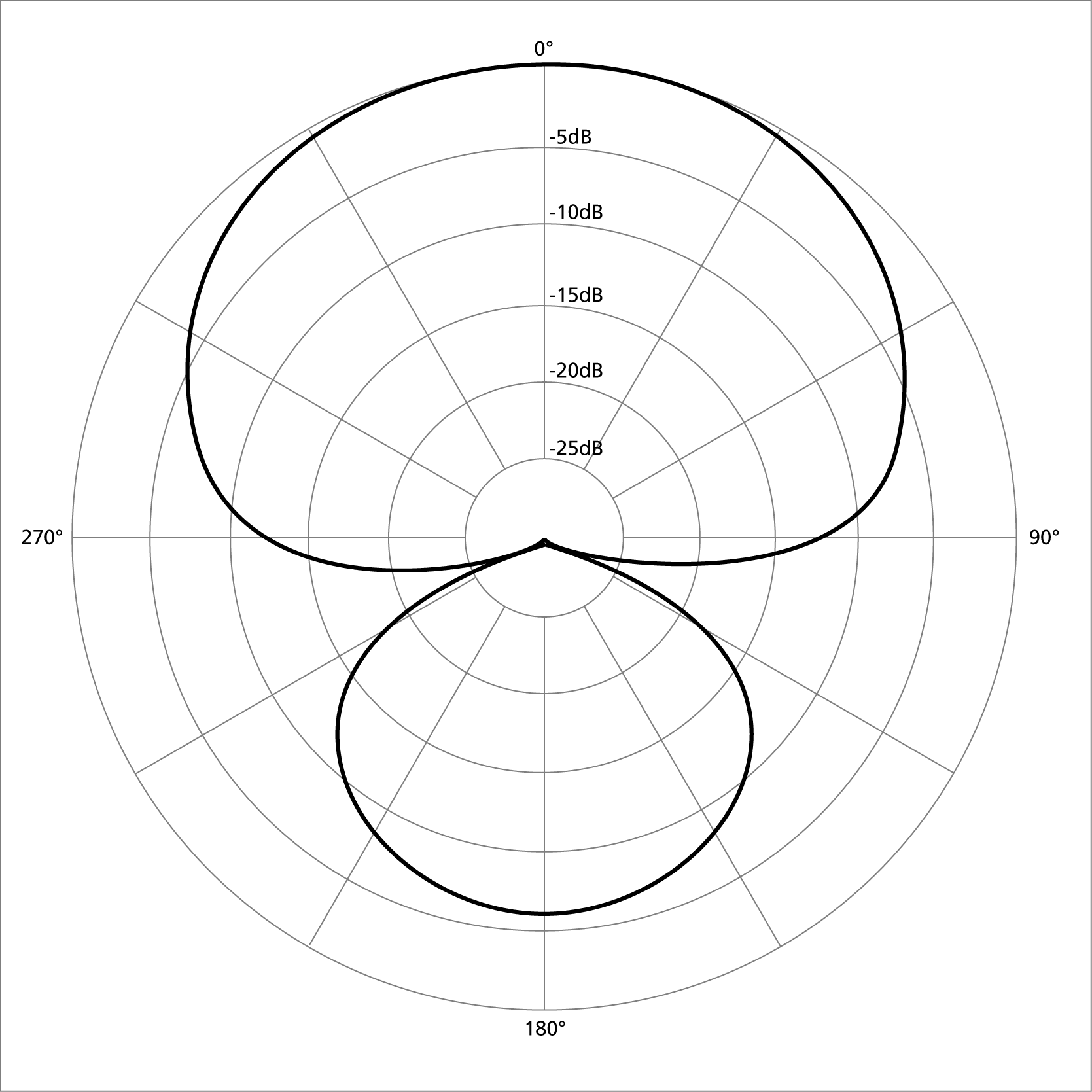
Hypercardioid
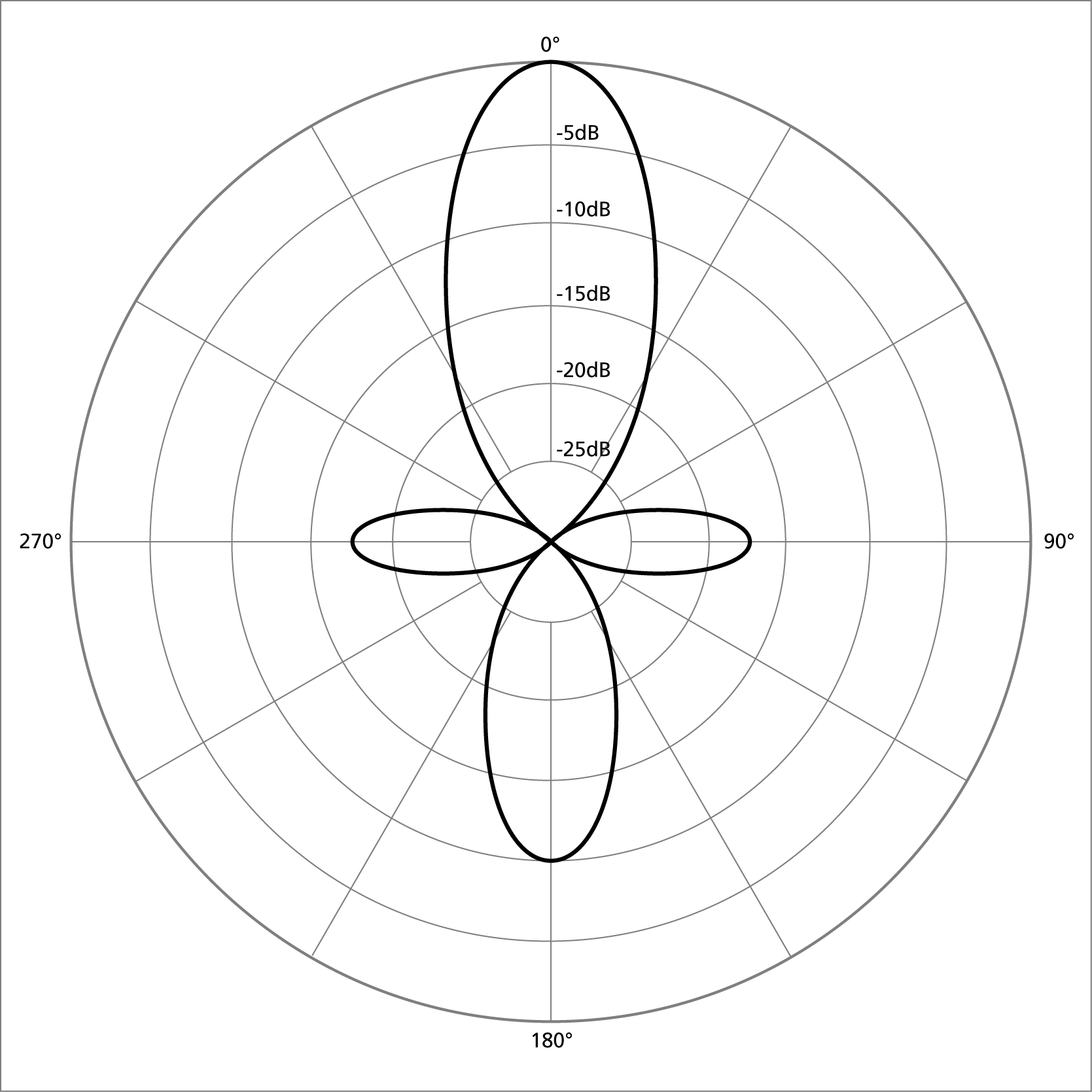
Shotgun